# Rebecq-Rognon
Rebecq-Rognon (en néerlandais Roosbeek) est une section de la commune belge de Rebecq située en Région wallonne dans la province du Brabant wallon.
C'était une commune à part entière avant la fusion des communes de 1977.

## Démographie
- Sources:INS, Rem:1831 jusqu'en 1970=recensements, 1976= nombre d'habitants au 31 décembre

## Histoire
Rebecq-Rognon est le produit de la fusion, en 1824, de la commune de Rebecq avec le hameau de Rognon.